# Сан Паоло Рипа д'Ољо (Кремона)
Сан Паоло Рипа д'Ољо је насеље у Италији у округу Кремона, региону Ломбардија.
Према процени из 2011. у насељу је живело 69 становника. Насеље се налази на надморској висини од 32 м.